# تنگ گندا
تنگ گندا، روستایی از توابع بخش آبژدان شهرستان اندیکا در استان خوزستان ایران است.	

## جمعیت
این روستا در دهستان کوشک قرار دارد و براساس سرشماری مرکز آمار ایران در سال ۱۳۸۵، جمعیت آن ۷۰ نفر (۱۰خانوار) بوده‌است.